# Чемпионат Африки по шашкам-64 среди женщин
Чемпионат Африки по шашкам-64 среди женщин — международные соревнования по шашкам, которые проводятся под эгидой Международной федерацией шашек IDF с 2023 года. Первый чемпионат проводился в основной программе по русским шашкам, в программе быстрые шашки по пул чекерсу, в молниеносной программе (блиц) по бразильским шашкам.

## Призёры

### Основная программа
| Год         | Место          | Золото        | Серебро            | Бронза         |
| 2023 (рус.) | Лусака, Замбия | Сьюзен Качепа | Портия Мутутубанья | Флавия Кусиима |

### Быстрые шашки
| Год               | Место          | Золото        | Серебро        | Бронза       |
| 2023 (пул чекерс) | Лусака, Замбия | Сьюзен Качепа | Флавия Кусиима | Инесс Мвелва |

### Блиц
| Год          | Место          | Золото         | Серебро            | Бронза        |
| 2023 (браз.) | Лусака, Замбия | Флавия Кусиима | Портия Мутутубанья | Сьюзен Качепа |